# Скоблево (Переславский район)
Ско́блево — село в Переславском районе Ярославской области при речке Соболке.

## История
Церковь Николая Чудотворца в селе Скоблеве существовала уже в 1630 году. Новая церковь построена была в 1700 году. В 1721 году местный помещик, казначей монетных дворов Иван Дмитриевич Алмазов построил новую церковь, которая и была освящена также во имя святого Николая Чудотворца в 1727 году.
В 1792 году вместо деревянной церкви в Скоблеве был устроен каменный храм; первоначально в нём устроено два престола, а впоследствии ещё один, так что всего в храме три престола: в холодном во имя святого Николая Чудотворца, в приделах тёплых во имя святых мучеников Адриана и Натальи и преподобного Сергия Радонежского.

## Население
| 1859 | 1905 | 1926 | 2007 | 2010 |
| ---- | ---- | ---- | ---- | ---- |
| 125  | ↗152 | ↗214 | ↘7   | ↘6   |